# Tel·líades
Els tel·líades (en grec antic Τελλίαδες) eren una família d'endevins originaris de l'Èlide, citats per Heròdot i Filòstrat.
Deien que eren descendents de Tèl·lies d'Elis, un militar i endeví que va viure cap als segles VI-V aC. Heròdot parla d'Hegesístrat com el "més insigne dels tel·líades". Al segle i aC, Ciceró parla d'aquesta família en passat, donant-los per extingits.
Les fonts diuen que la piromància, o art d'endevinar el futur a través del foc, era la tècnica més utilitzada pels tel·líades. Es creu que aquesta família estava relacionada amb altres dues "famílies" (genos) de l'Èlide dedicades a l'endevinació: els iàmides i els clícides.